# Contes des mers du sud
Contes des mers du sud (titre original en anglais : South Sea Tales) est un recueil de huit nouvelles de Jack London paru en 1911.

## Historique
En avril 1907, Jack London part en croisière dans l'Océan Pacifique. Ces deux années passées dans les archipels lui fourniront la trame de nombreuses nouvelles réunies dans quatre recueils :
- Contes des mers du sud (South Sea Tales) en 1911
- L'Île des lépreux (The House of Pride & Other Tales of Hawaii) en 1912
- Fils du soleil (A Son of the Sun) en 1912
- Histoires des îles (On the Makaloa Mat) en 1919 (posthume)

## Huit nouvelles
L'édition publiée chez The Macmillan Co en octobre 1911 comprend huit nouvelles :
- La Maison de Mapuhi (The House of Mapuhi)
- La Dent du cachalot (The Whale Tooth, ou The Mission of John Starhurst)
- Maouki (Mauki)
- Yah ! Yah ! Yah ! ("Yah! Yah! Yah!")
- Le Païen (The Heathen)
- Les Terribilissimes Îles Salomon (The Terrible Solomons)
- L'Inévitable Blanc (The Inevitable White Man)
- La Graine de McCoy (The Seed of McCoy)

### La Dent du cachalot
La nouvelle est publiée initialement en Grande Bretagne dans le Bournemouth Visitors' Directory en décembre 1907 sous le titre The Mission of John Starhurst, puis aux États-Unis dans le Sunset Magazine en janvier 1910 avant d'être reprise dans le recueil Contes des mers du sud en octobre 1911.

#### Résumé
« Dans les îles Fidji, lorsqu'une dent [de cachalot] comme celle-là apparaît quelque part, généralement, il arrive des choses. Car telle est la vertu de la dent de cachalot : celui qui l'accepte ne peut refuser la demande qui est susceptible d'accompagner ou de suivre le don.»

Parti porter la bonne parole au Buli de Gatoka, un chef redoutable, John Starhurst, le missionnaire, ne sait pas qu'il est suivi par Erirola, qui emporte avec lui une dent de cachalot. Chez « les mangeurs d'hommes aux cheveux crépus », quel sera le marché ?...

### Yah! Yah! Yah!
La nouvelle est publiée initialement dans le périodique The Columbian Magazine en décembre 1910, avant d'être reprise dans le recueil Contes des mers du sud en octobre 1911.
Elle est publiée en français pour la première fois dans le Masque en avril 1929.

### Le Païen
La nouvelle est publiée initialement dans le London Magazine en septembre 1909, avant d'être reprise dans le recueil Contes des mers du sud en octobre 1911.
Elle est publiée en français pour la première fois dans Vu en 1929, puis parue sous le titre Mon frère Otoo dans l'Almanach Vermot en juin 1955.

#### Résumé
Entre Rangiroa et Papeete, la Petite Jeanne, une goélette, est désintégrée par un cyclone. Les seuls survivants du naufrage sont Charley, un négociant en perles, et Otoo, un canaque surnommé le païen noir par le capitaine. Après cette épreuve, « ils accomplissent la cérémonie de l'échange des noms. Dans les mers du Sud, une telle cérémonie lie deux hommes de manière plus indissoluble que deux frères de sang ».
Ce compagnonnage s'achèvera dans les eaux de l'archipel des Salomon, infestées de requins...« La gueule d'un cyclone nous a unis, et la gueule d'un requin nous a séparés, avec dans l'intervalle dix-sept années d'une camaraderie dont j'ose affirmer qu'il n'y en a jamais eu de semblable entre deux hommes, dont l'un avait la peau brune et l'autre la peau blanche ».

### L'inévitable blanc
La nouvelle est publiée initialement dans le périodique The Black Cat (en) en novembre 1910, avant d'être reprise dans le recueil Contes des mers du sud en octobre 1911.
Le récit est publié en français dans Gringoire en octobre 1930.

### La Graine de McCoy
La nouvelle est publiée initialement dans The Century Magazine en avril 1909, avant d'être reprise dans le recueil Contes des mers du sud en octobre 1911.
La nouvelle est publiée en français dans la Revue universelle du 1er juin 1929.

#### Résumé
Au large de l'Île Pitcairn, le capitaine Davenport embarque comme pilote un certain McCoy, arrière petit-fils du McCoy de la Bounty. La cargaison de blé de son bateau brûle depuis quinze jours et il voudrait « pouvoir l'échouer ou le saborder, et sauver la coque ». Pour cela, il faut une belle plage dans un lagon avec une passe... Avec bienveillance, tout le contraire de son ancêtre, McCoy va guider la goélette dans « l'Archipel périlleux », pour l'échouer à Fakarava, sauvant l'équipage.

### Maouki
En septembre 1908, en escale sur l'atoll de Lord Howe (ou Ontong Java), on présente à Jack London un Mélanésien condamné « pour une litanie de crimes à vous glacer le sang ». Suivra la nouvelle intitulée Mauki, inspirée par ce personnage.

La nouvelle est publiée initialement aux États-Unis dans le Hampton’s Magazine en décembre 1909 avant d'être reprise dans le recueil Contes des mers du sud en octobre 1911.
La nouvelle est publiée en français pour la première fois dans le Masque, n° 1, périodique du 5 novembre 1928.

#### Résumé
Enlevé, réduit en esclavage, échangé contre du tabac, rien ne sera épargné à Mauki. Après de multiples évasions, de retour à Malaita, il se proclame « chef de tous les villages » et pourra payer en souverains d'or à la compagnie des savons Moongleam les huit ans et demi de travail qu'il lui devait.

## Éditions
- (en) South Sea Tales, un volume chez The Macmillan Co, New York, octobre 1911.
- Contes des mers du sud, traduction par Paul Gruyer et Louis Postif, Paris, Hachette, coll. « Les Meilleurs romans étrangers », juin 1931.
- Contes des Mers du Sud, 10/18, 1982.
- Contes des Mers du Sud, Phébus, 2001.
- Une nouvelle traduction est réalisée par Aurélie Guillain et publiée chez Gallimard en 2016[4].

## Adaptation
- Les Aventures des mers du Sud, série australienne en vingt-deux épisodes diffusée en 1998.